# André Patry
André Patry, född 22 november 1902, död 20 juni 1960, var en fransk astronom.
Han var verksam vid Niceobservatoriet i Nice.
Minor Planet Center listar honom som upptäckare av 9 asteroider mellan 1936 och 1940.
Asteroiden 1601 Patry är uppkallad efter honom.

## Asteroid upptäckt av André Patry
| 1509 Esclangona | 21 december 1938 |
| 1510 Charlois   | 22 februari 1939 |
| 1515 Perrotin   | 15 november 1936 |
| 1516 Henry      | 28 januari 1938  |
| 1539 Borrelly   | 29 oktober 1940  |
| 1756 Giacobini  | 24 december 1937 |
| 1797 Schaumasse | 15 november 1936 |
| 3142 Kilopi     | 9 januari 1937   |
| 4162 SAF        | 24 november 1940 |